# Chetoptilia angustifrons
Chetoptilia angustifrons là một loài ruồi trong họ Tachinidae.